# .pe
.pe為秘魯國家及地區頂級域（ccTLD）的域名。該域名於1991 年 11 月 25 日啟用，由 Red Científica Peruana (RCP) 公司負責管理。 自2007 年 12 月 8 日起，申請人可以註冊二級域名，此前只能申請註冊三級域名。

## 外部連結
- IANA .pe whois information（页面存档备份，存于）
- .pe domain registration website（页面存档备份，存于）
- Domain Hacks Suggest（页面存档备份，存于）